# Gaig de Dickey
El gaig de Dickey (Cyanocorax dickellyi) és un ocell còrvid sud-americà del gènere Cyanocorax que habita a Mèxic occidental.